# Talencieux
Talencieux är en kommun i departementet Ardèche i regionen Auvergne-Rhône-Alpes i sydöstra Frankrike. Kommunen ligger  i kantonen Annonay-Sud som ligger i arrondissementet Tournon-sur-Rhône. År 2022 hade Talencieux 1 116 invånare.

## Befolkningsutveckling
Antalet invånare i kommunen Talencieux
Referens: INSEE